# L'Enchanteur (Nabokov)
Pour les articles homonymes, voir L'Enchanteur.

L’Enchanteur est un roman court écrit en russe par Vladimir Nabokov en 1939, quelques mois avant son départ pour les États-Unis. Il ne fut pas à l’époque proposé à un éditeur et s’égara lors de son exil. Retrouvée en 1959, peu de temps avant son retour en Europe et son installation en Suisse, cette longue nouvelle ne parut cependant pas du vivant de l’auteur. Traduite en anglais par son fils Dimitri, elle ne fut éditée qu'en 1986. La version russe originale ne parut qu’en 1991.
Ce récit narre la passion dévastatrice d’un homme d’âge mûr pour une fillette de 12 ans. L'action se situe à Paris et dans le midi de la France, probablement pendant l’entre-deux-guerres et les personnages principaux sont anonymes.

## Résumé
Un homme d’une quarantaine d’années tombe amoureux d’une fillette de 12 ans aperçue en train de faire du patin à roulettes dans un jardin public. Alors qu’il se contentait jusqu’alors de fantasmer sur les fillettes croisées dans la rue ou les transports en commun, l’homme décide de lier connaissance avec elle.
Dans un premier temps, assis sur un banc du jardin public, il tient le crachoir à la femme qui a la responsabilité de la gamine, puis il réussit à être présenté à la mère. Il s’agit d’une veuve de 42 ans, malade et qui vient de subir une « grave opération des intestins ». Il parvient peu à peu à gagner la confiance de la malade et finit par l’épouser. Mais l’adolescente ne vit pas auprès d’eux car sa mère ne supporte ni le bruit ni l’agitation d’une enfant turbulente.
La maladie empirant, la mère doit subir une deuxième opération qui se révèle fatale : elle décède à l’hôpital. L’homme devient légalement le « père » de la fillette et décide de l’emmener vivre quelque part dans le sud. Il espère la séduire peu à peu et lui faire sournoisement admettre l’innocence de ses caresses en la maintenant à l’écart des enfants de son âge qui pourraient s’étonner du caractère de ses relations avec son « papa ».
Dès la première nuit, dans un hôtel de voyageurs, alors que la fillette s’est endormie vaincue par la fatigue, il la dénude, respire son odeur, la caresse et, aspiré par son délire, finit par se masturber contre la cuisse de l’enfant qui ouvre alors les yeux et se met à hurler, réveillant les occupants de l’hôtel. L’homme, affolé par les cris, s’enfuit et court se jeter sous un camion.

## L'EnchanteuretLolita
Nabokov présentait lui-même cette nouvelle comme le prototype de Lolita. Écrite à l’automne 1939, lue à des amis « par une nuit de guerre », elle tomba dans l’oubli à cause de l’exil vers les États-Unis des Nabokov. L'auteur crut d’ailleurs longtemps que tous les exemplaires en avaient été détruits. Mais le thème resta vivant en lui et Nabokov raconte que c’est vers 1949 à Ithaca, aux États-Unis, que « la palpitation » le reprit et qu’il s’attela à l’écriture de ce qui allait devenir son chef-d’œuvre.
Il ne retrouva un exemplaire de L’Enchanteur qu’après la parution de Lolita .
Certains critiques émettent l'hypothèse que Nabokov aurait écrit cette nouvelle sous l'influence de sa rupture avec Irina Guadanini, la seule aventure extraconjugale qu'on lui connaisse.
Les points communs entre L'Enchanteur et Lolita sont nombreux. Tout comme les divergences.
- Le héros de L’Enchanteur et Humbert Humbert sont tous deux Européens, financièrement aisés, légèrement oisifs, lettrés et névrosés. Mais la personnalité de L’Enchanteur demeure plus vague et moins attachante, probablement parce que Lolita à l’inverse de L’Enchanteur est narré à la première personne du singulier. Humbert semble également mieux assumer ses penchants pédophiles. D'ailleurs, l'homme de L'Enchanteur se suicidera pour expier sa faute ou sa honte alors qu'Humbert commettra un meurtre par amour (contrarié) pour sa nymphette.
- La fillette de L’Enchanteur et Lolita n’ont en commun que leur âge, douze ans. Pour le reste, Lolita est une jeune Américaine délurée et entreprenante alors que la protagoniste de L’Enchanteur est une jeune Européenne conventionnelle et dont l’éveil sexuel n’a pas encore eu lieu. Lolita accepte les premières avances sexuelles de l’adulte alors que chez l’autre fillette elles provoqueront un état de terreur panique.
- Les personnages des deux mères provoquent le dégoût du séducteur (l’une surtout à cause de sa maladie, l’autre pour sa vulgarité). La mère de L’Enchanteur inspire cependant au pervers quelque pitié.
- Les deux mères semblent, chacune à leur façon, entretenir des rapports difficiles avec leur fille, l’agacement se mêlant à la jalousie. Cependant, Lolita se pose franchement en rivale de sa mère alors que la fillette de L’Enchanteur n’a que des rapports très distants avec la sienne.
- L’intrigue de L’Enchanteur se retrouve en filigrane dans la première partie de Lolita : un homme d’une petite quarantaine d’années tombe amoureux d’une gamine de 12 ans et pour l’approcher, épouse la mère. La mère meurt et l’homme se retrouve tuteur de l’objet de ses désirs. Il décide de passer à l’acte et de séduire la fillette au cours d’un voyage. Le voyage de L’Enchanteur se terminera tragiquement dès la première nuit, mettant fin à la nouvelle, alors qu’Humbert et Lolita mèneront dans la seconde partie de leur roman un interminable voyage sans destination et sans joie.

L’Amérique, terre d’exil des Nabokov, chassés de Russie par les bolcheviks et d’Europe par le nazisme, aura donc été le terrain idéal pour que fleurisse l'imagination du romancier, pour que l’archétype de la nymphette voie le jour en sortant de la chrysalide d’une fillette affolée. L’Europe de l’entre-deux-guerres était probablement trop conservatrice, trop décadente, trop embarrassée de son passé pour qu’une figure moderne comme celle de Lolita, créée au début des années 1950, vienne au monde. Il aura fallu la naïveté, voire la grossièreté d’un nouveau continent, sans a priori et pourtant empli de certitudes, pour que dans le personnage de la fillette captive s’incarne l’image de l’éternelle Lolita.[non neutre]